# دیله (پکتیکا)
دیله (به لاتین: Dila) یک منطقهٔ مسکونی در افغانستان است که در ولایت پکتیکا واقع شده‌است. دیله ۲٬۰۴۴ متر بالاتر از سطح دریا واقع شده‌است.